# THEクイズ神
『THEクイズ神』（ざ クイズしん）は、TBS系列で放送されたクイズ番組である。

## 概要
2011年に同局で放送された「頭脳の祭典!クイズ最強王者決定戦!!〜ワールド・クイズ・クラシック〜」(WQC)に引き続き、古今東西のクイズ番組において活躍した「クイズ王」達が様々なクイズで対決し、クイズ王を超えた真の頂点「クイズ神」を決定する。
「局の垣根を越えた対決」をコンセプトとしており、TBS、NHK、日本テレビ、フジテレビ、テレビ朝日の人気クイズ番組の王者16名と、東日本・西日本で行われた予選通過者4名の計20名が出場する。前述する「WQC」の優勝者も「TBS代表」として出場している。
第1回は2012年6月29日に放送され、2013年1月8日に第2回が放送された。

## 出演者

### 司会・進行
主宰（総合司会）
- 唐沢寿明

進行
- 若林正恭（オードリー）

解答者
- 各テレビクイズ番組を優勝などしたクイズ王たち、ならびに東日本予選、西日本予選の突破者

問題読み
- 堀井美香（TBSアナウンサー）

実況
- 矢野武

リポーター
- 青木裕子（第1回、当時TBSアナウンサー）
- 吉田明世（第2回、TBSアナウンサー）

## 賞金システム
ステージの結果に関係なく、出場者は「クイズ1問正解につき1万円」を積み立てる。ただし、ステージを敗退した場合、積み立て賞金は全て勝者へと渡り、最後に残った「クイズ神」が出場者全員の賞金を獲得する。理論上の最高賞金は470万円である。第1回では賞金に加え、トヨタ・カローラフィールダーも獲得できた。

## クイズ形式

### 1stステージ
読み問題（筆記）を20問出題。解答は特に指定がない限り漢字で書かなくてもよいが、図形の問題などは正確に書かなければならない。正解数上位8名が2ndステージ進出。ボーダーライン上に複数名がいた場合は1問不正解で失格となるサドンデスを行う。勝者は自らの積み立て賞金に加え、敗者12名が積み立てた賞金を8人で頭割りした分を積み立てる。

### 2ndステージ
準々決勝。映像問題（筆記）を5問出題。解答は、特に指定がない限り漢字で書かなくてもよい。1stステージ1位通過者から残るプレイヤーを1人指名し1対1で戦う。正解数が多い者が勝利、5問消化する前に逆転できない場合はその時点で打ち切りとなる。5問消化時点で同点の場合はサドンデスとなり、どちらか一方が不正解になるまで続く。勝者はこれまでに積み立てた賞金に加え敗者の賞金も積み立てる。

### 3rdステージ
準決勝。答えが複数ある多答問題に挑戦。問題はA - Zまであり挑戦者自身が選択する。正解数は4 - 10個と問題によって異なる。制限時間は1問につき1分。全て正解で1ポイント。時間内の不正解に対するペナルティは無し。挑戦者が失敗した場合は「解答権オープン」となり、自信がある人は早押しで挑戦権を獲得。同様に1分間のチャレンジを行い、成功で0.5ポイント、失敗で−0.5ポイント。3巡行い獲得ポイントの多い2名が決勝ステージに進出。このステージも上位2名が確定した時点でステージが打ち切られる。敗者2名はそれぞれ勝者2名のうちどちらかに手持ちの賞金を渡す。

### 決勝ステージ
シンプルな早押し対決。1問正解で1ポイント、不正解でも減点や休みはないが相手に解答権が移る。10ポイント先取で優勝。

#### 決勝戦の結果
第1回
| 名前     | 主な戦績（放送時）                              | 得点 |
| -------- | ----------------------------------------------- | ---- |
| 為季正幸 | NHK「連続クイズ ホールドオン!」初代チャンピオン | 7    |
| 渡辺匠   | 東日本予選代表                                  | 10   |

第2回
| 名前     | 主な戦績（放送時）                                   | 得点 |
| -------- | ---------------------------------------------------- | ---- |
| 安藤正信 | フジテレビTWO「クイズ王最強決定戦〜THE OPEN〜5」優勝 | 10   |
| 田中健一 | 東日本予選代表                                       | 6    |

## ネット局
| 放送対象地域   | 放送局                    | 系列    | 遅れ       |
| -------------- | ------------------------- | ------- | ---------- |
| 関東広域圏     | TBSテレビ（TBS）          | TBS系列 | 制作局     |
| 北海道         | 北海道放送（HBC）         | TBS系列 | 同時ネット |
| 青森県         | 青森テレビ（ATV）         | TBS系列 | 同時ネット |
| 岩手県         | IBC岩手放送（IBC）        | TBS系列 | 同時ネット |
| 宮城県         | 東北放送（TBC）           | TBS系列 | 同時ネット |
| 山形県         | テレビユー山形（TUY）     | TBS系列 | 同時ネット |
| 福島県         | テレビユー福島（TUF）     | TBS系列 | 同時ネット |
| 山梨県         | テレビ山梨（UTY）         | TBS系列 | 同時ネット |
| 新潟県         | 新潟放送（BSN）           | TBS系列 | 同時ネット |
| 長野県         | 信越放送（SBC）           | TBS系列 | 同時ネット |
| 静岡県         | 静岡放送（SBS）           | TBS系列 | 同時ネット |
| 富山県         | チューリップテレビ（TUT） | TBS系列 | 同時ネット |
| 石川県         | 北陸放送（MRO）           | TBS系列 | 同時ネット |
| 中京広域圏     | 中部日本放送（CBC）       | TBS系列 | 同時ネット |
| 近畿広域圏     | 毎日放送（MBS）           | TBS系列 | 同時ネット |
| 鳥取県・島根県 | 山陰放送（BSS）           | TBS系列 | 同時ネット |
| 岡山県・香川県 | 山陽放送（RSK）           | TBS系列 | 同時ネット |
| 広島県         | 中国放送（RCC）           | TBS系列 | 同時ネット |
| 山口県         | テレビ山口（tys）         | TBS系列 | 同時ネット |
| 愛媛県         | あいテレビ（ITV）         | TBS系列 | 同時ネット |
| 高知県         | テレビ高知（KUTV）        | TBS系列 | 同時ネット |
| 福岡県         | RKB毎日放送（RKB）        | TBS系列 | 同時ネット |
| 長崎県         | 長崎放送（NBC）           | TBS系列 | 同時ネット |
| 熊本県         | 熊本放送（RKK）           | TBS系列 | 同時ネット |
| 大分県         | 大分放送（OBS）           | TBS系列 | 同時ネット |
| 宮崎県         | 宮崎放送（MRT）           | TBS系列 | 同時ネット |
| 鹿児島県       | 南日本放送（MBC）         | TBS系列 | 同時ネット |
| 沖縄県         | 琉球放送（RBC）           | TBS系列 | 同時ネット |

## 放送日時
- 第1回：2012年6月29日 21:00 - 22:48[6]
- 第2回：2013年1月8日 21:00 - 23:03[7]

## スタッフ
第1回
- ナレーター：林田尚親
- 総合構成：堀江利幸
- 問題作成：久保隆二、セブンデイズウォー
- 実況資料：井上修
- TM/TD/SW：長谷川晃司
- 技術協力：東通、エヌ・エス・ティー、ティエルシー、TAMCO、インターナショナルクリエイティブ、SiS、デジデリック
- 美術プロデューサー：東立
- 美術デザイン：太田卓志、石井健将
- 編集：望月和哉
- MA：宝積伸示
- 音響効果：樋口謙・茂野敦史（メディアハウスサウンドデザイン）
- TK：伊藤佳加
- CG：小室泰樹・秋田小百合（コーラルレッド）
- 宣伝：磯谷昌宏、藤塚基広
- HP：西岡恒平
- デスク：大島史子
- 制作協力：ハイスタンダード、ロジック・エンターテインメント
- 監修：乾雅人
- AP：後藤央、高田真由子
- AD：田崎真洋、百々隆了、野口昌希、三田泰子、篠田武史、松尾宗之、木畑直記、宮慎司、香月信
- ディレクター：木村大介、川名良和、後藤美和、植木光雄/小田切大輔、足立達哉、岸宏美、長久保彰宏、村上俊教、立浪貴司
- アソシエイトプロデューサー：大久保徳宏
- 総合演出：立浪仁志
- プロデューサー：畠山渉
- チーフプロデューサー：菊野浩樹
- 製作著作：TBS

第2回
- ナレーター：林田尚親
- 総合構成：堀江利幸
- 構成：竹村武司、井上修
- TM：長谷川晃司
- TD/SW：大蔵聡
- CAM：中村年正
- VE：後藤静香
- MIX：石島順一
- 照明：中川清志
- 美術プロデューサー：東立
- 美術デザイン：太田卓志、石井健将
- 美術制作：渋谷政史
- 装置：谷平真二
- 操作：今野貴司
- 特殊装置：高橋出
- 幕装飾：堤隆示
- 電飾：眞鍋明
- メカシステム：濱口利行
- CGシステム：水上圭介
- アクリル装飾：渡邊卓也
- 装飾：野呂利勝
- 衣裳：難波洋子
- メイク：高梨祐子
- 編集：望月和哉
- MA：宝積伸示
- 音響効果：樋口謙（メディアハウスサウンドデザイン）
- CG：小室泰樹（CORALRED）
- 宣伝：眞鍋武、川鍋昌彦
- HP：西岡恒平
- 編成：辻有一
- TK：伊藤佳加
- デスク：大島史子
- 制作協力：ハイスタンダード
- 監修：乾雅人
- アソシエイトプロデューサー：大久保徳宏
- AP：後藤央、渡辺舞、伊藤絵梨香
- AD：田崎真洋、百々隆了、三田泰子、恒川亜美、宇津宮祐二、三宅俊希、松尾宗之、木畑直記、宮慎司、金城一希
- ディレクター：木村大介、川名良和、後藤美和、熊澤謙一、立浪貴司、塚田純也、岸宏美、長久保彰宏、足立達哉、小田切大輔、大谷眞純
- プロデューサー：畠山渉
- チーフプロデューサー：菊野浩樹